# Фернандо-Салінас (Техас)
Фернандо-Салінас (англ. Fernando Salinas) — переписна місцевість (CDP) в США, в окрузі Старр штату Техас. Населення — 25 осіб (2020).

## Географія
Фернандо-Салінас розташоване за координатами 26°23′52″ пн. ш. 98°49′52″ зх. д. / 26.39778° пн. ш. 98.83111° зх. д. (26.397879, -98.831072).  За даними Бюро перепису населення США в 2010 році переписна місцевість мала площу 0,05 км², уся площа — суходіл.

## Демографія
Згідно з переписом 2010 року, у переписній місцевості мешкало 15 осіб у 4 домогосподарствах у складі 4 родин. Густота населення становила 306 осіб/км².  Було 7 помешкань (143/км²).
Расовий склад населення:
| - 100,0 % — білих |

До двох чи більше рас належало 0,0 %. Частка іспаномовних становила 93,3 % від усіх жителів.
За віковим діапазоном населення розподілялося таким чином: 26,7 % — особи молодші 18 років, 66,6 % — особи у віці 18—64 років, 6,7 % — особи у віці 65 років та старші. Медіана віку мешканця становила 46,5 року. На 100 осіб жіночої статі у переписній місцевості припадало 87,5 чоловіків;  на 100 жінок у віці від 18 років та старших — 120,0 чоловіків також старших 18 років.
Цивільне працевлаштоване населення становило 11 осіб. Основні галузі зайнятості: освіта, охорона здоров'я та соціальна допомога — 54,5 %, виробництво — 45,5 %.